# Kathleen (Austrália)
Kathleen é uma cidade fantasma localizada em Leinster, Austrália Ocidental.
Na região foi descoberto ouro em 1897.